# إمراضية فيروسية
الإمراضية الفيروسية هي دراسة العملية والآليات التي تسبب بها الفيروسات أمراضًا في مضيفيها المستهدفين، غالبًا على المستوى الخلوي أو الجزيئي. الإمراضية الفيروسية هي مجال متخصص في دراسة علم الفيروسات.
الإمراضية هي وصف نوعي للعملية التي تسبب العدوى الأولية من خلالها المرض. المرض الفيروسي هو مجموع تأثيرات تكاثر الفيروس على المضيف والاستجابة المناعية اللاحقة للمضيف ضد الفيروس. الفيروسات قادرة على بدء العدوى، والانتشار في جميع أنحاء الجسم، والتكاثر العائد إلى عوامل فوعة معينة.
تؤثر العديد من العوامل على الإمراضية. تشمل بعض هذه العوامل خصائص فوعة الفيروس الذي يصيب بالعدوى. حتى يتم التسبب بالمرض، يجب أن يتغلب الفيروس أيضًا على العديد من التأثيرات المثبطة الموجودة في المضيف. تشمل بعض التأثيرات المثبطة المسافة والحواجز المادية ودفاعات المضيف. قد تختلف هذه التأثيرات المثبطة بين الأفراد بسبب طبيعة التأثيرات المثبطة المتحكم بها وراثيًا.
تتأثر الإمراضية الفيروسي بعوامل مختلفة: (1) الانتقال والدخول والانتشار داخل المضيف، (2) التوجه، (3) الفوعة الفيروسية وآليات المرض، (4) عوامل المضيف ودفاع المضيف.

## آلية الإصابة
تحتاج الفيروسات إلى إنشاء عدوى في الخلايا المضيفة من أجل التكاثر. لكي تحدث العدوى، يتعين على الفيروس سرقة عوامل المضيف وتجنب استجابته المناعية من أجل التكاثر الفعّال. يتطلب تكاثر الفيروس في كثير من الأحيان تفاعلات معقدة بينه وبين والعوامل المضيفة التي قد تؤدي إلى تأثيرات ضارة في المضيف، ما يضفي على الفيروس إمكانية جعله ممرضًا.

### خطوات مهمة لدورة حياة الفيروس التي تعطي شكل للإمراضية
- الانتقال من مضيف مصاب بعدوى إلى مضيف ثان
- دخول الفيروس إلى الجسم
- الاستنساخ الموضعي في الخلايا المستهدفة
- الانتشار والتمدد إلى أنسجة ثانوية وأعضاء مستهدفة
- الاستنساخ الثانوي في الخلايا المستهدفة
- تناثر الفيروس في البيئة
- الانتقال إلى المضيف الثالث

### الانتقال الأساسي
يجب استيفاء ثلاثة متطلبات لضمان إصابة المضيف بنجاح. أولًا، يجب أن تكون هناك كمية كافية من الفيروسات متاحة لبدء الإصابة. يجب أن تكون الخلايا في موقع الإصابة قابلة للوصول، حيث تعرض أغشية الخلايا مستقبلات مشفرة بالمضيف يمكن للفيروس استغلالها للدخول إلى الخلية، ويجب أن تكون أنظمة الدفاع المضادة للفيروسات المضيفة غير فعالة أو غير موجودة.

### الدخول إلى جسم المضيف
غالبًا ما تدخل الفيروسات المسببة للمرض لدى البشر عن طريق الفم والأنف والجهاز التناسلي أو من خلال المناطق المتضررة من الجلد، لذلك غالبًا ما تكون خلايا الجهاز التنفسي والجهاز الهضمي والجلد والأنسجة التناسلية هي الموقع الأساسي للعدوى. بعض الفيروسات قادرة على الانتقال إلى جنين الثدييات من خلال الخلايا الجرثومية المصابة وقت الإخصاب، وفي وقت لاحق أثناء الحمل عن طريق المشيمة، وعن طريق العدوى عند الولادة.

### النسخ والانتشار المحلي
بعد الدخول الأولي للمضيف، يقوم الفيروس باختطاف آلية الخلية المضيفة للخضوع لتضخيم الفيروس. هنا، يجب على الفيروس تعديل الاستجابة المناعية الفطرية للمضيف لمنع القضاء عليه من قبل الجسم مع تسهيل تكاثره. ثم ينتشر الفيروس المتماثل من الخلية المصابة في البداية ليصيب الخلايا الحساسة المجاورة، وربما ينتشر إلى أنواع مختلفة من الخلايا مثل الكريات البيض. ينتج عن هذا عدوى موضعية ينتشر فيها الفيروس بشكل أساسي ويصيب الخلايا المجاورة لموقع الدخول. خلاف ذلك، يمكن إطلاق الفيروس في سوائل خارج الخلية. من أمثلة العدوى الموضعية: نزلات البرد (فيروس الأنف)، نزلة البرد (نظير الإنفلونزا)، التهابات الجهاز الهضمي (فيروس الروتا) أو الالتهابات الجلدية (فيروس الورم الحليمي).

### الاستنساخ والتكرار الثانوي
في حالات أخرى، يمكن للفيروس أن يسبب مرضًا جهازيًا من خلال انتشار العدوى في جميع أنحاء الجسم. يحدث النمط السائد لانتشار الفيروس من خلال الدم أو الجهاز اللمفاوي، وبعضها يشمل الفيروسات المسؤولة عن جدري الماء (فيروس الحماق النطاقي)، والجدري (الحصبة)، وفيروس نقص المناعة البشرية (الإيدز). يمكن أن تنتشر أقلية من الفيروسات عبر الجهاز العصبي. من الجدير بالذكر أن فيروس شلل الأطفال يمكن أن ينتقل عبر الطريق البرازي-الفموي، حيث يتكاثر في البداية في موقع دخوله ويصل الأمعاء الدقيقة وينتشر منها إلى الغدد الليمفاوية الإقليمية. ثم ينتشر الفيروس عبر مجرى الدم إلى أعضاء مختلفة في الجسم (مثل الكبد والطحال)، تليها جولة ثانوية من التكاثر والانتشار في الجهاز العصبي المركزي لإتلاف الخلايا العصبية الحركية.

### الانتشار والتوزع الثانوي
أخيرًا، تنتشر الفيروسات إلى المواقع التي يمكن أن يحدث فيها انتشار وتوزع في المكان. يعد الجهاز التنفسي والجهاز الهضمي والجهاز البولي التناسلي والدم أكثر الأماكن التي تتساقط فيها السوائل على شكل سوائل جسدية، وأيروسولات، وجلد، وفضلات. ثم ينتقل الفيروس إلى شخص آخر، ويؤسس دورة العدوى مرة أخرى.

## العوامل المؤثرة على الإمراضية
هناك عدد قليل من العوامل الرئيسية التي تؤثر على الأمراض الفيروسية:
- النزعة الفيروسية
- عوامل الفيروس
- العوامل المضيفة

### الأساس الجزيئي للفيروس
يشير مصطلح الفيروسات المدارية إلى الموقع المفضل للفيروس للتكاثر في أنواع الخلايا المنفصلة داخل العضو. في معظم الحالات، يحدد الانتثار من خلال قدرة البروتينات السطحية الفيروسية على الاندماج أو الارتباط بمستقبلات سطحية لخلايا مستهدفة محددة لإحداث العدوى. وبالتالي، فإن الخصوصية الملزمة للبروتينات السطحية الفيروسية تملي الإصابة بالإضافة إلى تدمير مجموعات خلايا معينة، وبالتالي فهي أحد المحددات الرئيسية لإمراضية الفيروس. ومع ذلك، فإن المستقبلات المشتركة مطلوبة في بعض الأحيان بالإضافة إلى ربط المستقبلات الخلوية في الخلايا المضيفة بالبروتينات الفيروسية من أجل إحداث العدوى. على سبيل المثال، يتطلب HIV-1 الخلايا المستهدفة للتعبير عن المستقبلات المشتركة CCR5 أو CXCR4، فوق مستقبلات CD4 للارتباط الفيروسي المنتج. ومن المثير للاهتمام، أن HIV-1 يمكن أن يخضع لعملية التبديل المدارية، حيث يستخدم البروتين السكري gp120 الفيروس في البداية CCR5 (بشكل رئيسي على الضامة) كمستقبل مشترك أساسي لدخول الخلية المضيفة. بعد ذلك، يتحول HIV-1 إلى الارتباط بـ CXCR4 (بشكل رئيسي على الخلايا التائية) مع تقدم العدوى، وبذلك ينتقل الإمراض الفيروسي إلى مرحلة مختلفة.
بصرف النظر عن المستقبلات الخلوية، يمكن أيضًا أن تحكم الانتانات الفيروسية عوامل أخرى داخل الخلايا، مثل عوامل النسخ الخاصة بالأنسجة. من الأمثلة على ذلك فيروس JC التورامي، حيث تقتصر إمراضيته على الخلايا الدبقية نظرًا لأن معززه نشط فقط في الخلايا الدبقية، ويتطلب التعبير الجيني الفيروسي JC عوامل النسخ المضيفة التي يعبر عنها حصريًا في الخلايا الدبقية.
كما أن إمكانية وصول الفيروس إلى الأنسجة والأعضاء المضيفة ينظم الانتواء. تتأثر إمكانية الوصول بالحواجز المادية، مثلما هو الحال في الفيروسات المعوية، والتي تتكاثر في الأمعاء لأنها قادرة على تحمل الصفراوية والإنزيمات الهضمية والبيئات الحمضية.

### عوامل الفيروس
تحدد العوامل الوراثية الفيروسية التي ترميز العوامل الفيروسية درجة التسبب في الفيروس. يمكن قياس هذا على أنه ضراوة، والتي يمكن استخدامها لمقارنة الدرجة الكمية لعلم الأمراض بين الفيروسات ذات الصلة. بعبارة أخرى، يمكن أن تؤدي سلالات الفيروس المختلفة التي تمتلك عوامل فيروسية مختلفة إلى درجات مختلفة من الفوعة، والتي بدورها يمكن استغلالها لدراسة الاختلافات في التسبب في المتغيرات الفيروسية ذات الضراوة المختلفة.
تتأثر عوامل الفيروس إلى حد كبير بعلم الوراثة الفيروسي، وهو العامل المؤثر في ضراوة البروتينات الهيكلية أو غير الهيكلية والتسلسلات غير المشفرة. لكي يصيب الفيروس المضيف ويسبب المرض بنجاح، يجب عليه تشفير عوامل فيروسية معينة في جينومه للتغلب على الآثار الوقائية للحواجز المادية، وتعديل منع المضيف لتكاثر الفيروس. في حالة فيروس شلل الأطفال، تحتوي جميع سلالات اللقاح الموجودة في لقاح شلل الأطفال الفموي على طفرات نقطة مخففة في المنطقة الخمسة غير المترجمة (5 'UTR). على العكس من ذلك، فإن السلالة الخبيثة المسؤولة عن التسبب في مرض شلل الأطفال لا تحتوي على هذه الطفرات الخمس في نقطة UTR وبالتالي تظهر إمراض فيروسي أكبر في العوائل.
غالبًا ما تتحكم عوامل الفيروس المشفرة في الجينوم في الانتثار وطرق دخول الفيروس وسفكه وانتقاله. في فيروسات شلل الأطفال، يُعتقد أن طفرات النقطة المخففة تحث على حدوث خلل في التكرار والترجمة لتقليل قدرة الفيروس على الارتباط المتبادل بالخلايا المضيفة والتكاثر داخل الجهاز العصبي.

## اقرأ أيضا
- دوبلودنافيريا